# Daniel António Rosa
Daniel António Rosa ist ein angolanischer Diplomat.

## Werdegang
Rosa hat einen Bachelor-Abschluss in Politikwissenschaften von der Escuela Superior de Partido Comunista de Cuba „Nico López“. Von 1980 bis 1983 war er das erste Mal für das angolanische Außenministerium im Ausland tätig. Er arbeitete in der Vertretung Angolas in Portugal. Es folgten Positionen an den Auslandsvertretungen in Russland (1989–1994), in der Elfenbeinküste (1994–1997) und Frankreich (1997–2006). Von 2006 bis 2011 war Rosa an der Ständigen Vertretung Angolas bei den Vereinten Nationen in New York. Hier koordinierte Rosa die Beteiligung Angolas am Ersten Ausschuss der Generalversammlung der Vereinten Nationen und am Sonderausschuss der Generalversammlung der Vereinten Nationen für friedenserhaltende Maßnahmen. Von 2011 bis 2015 war Rosa Direktor der Direktion für Amerika, Ozeanien und die Vereinten Nationen im angolanischen Ministerium für Außenbeziehungen.
2015 wurde Rosa Botschafter Angolas in Guinea-Bissau, Senegal und Gambia. Gleichzeitig war er Dekan des Diplomatischen Korps und Ständiger Vertreter Angolas bei der Gemeinschaft der Portugiesischsprachigen Länder (CPLP). Die Ämter hatte er bis 2020 inne. Dem folgte am 30. März 2021 die Akkreditierung als Botschafter Angolas in Singapur. Am 17. Januar 2022 übersendete Rosa seine Zweitakkreditierung als Botschafter Angolas für die Philippinen wegen der COVID-19-Pandemie schriftlich. Am 29. April 2022 folgte in einer Videokonferenz seine Zweitakkreditierung als angolanischer Botschafter für Osttimor. Rosa war zudem als angolanischer Botschafter zuständig für Australien, Brunei, Fidschi, die Marshallinseln, Salomonen, Indonesien, Kiribati, Neuseeland, Nauru, Palau, Papua-Neuguinea, Samoa, Tonga und Tuvalu.

## Sonstiges
Rosa ist verheiratet.